# Trade
Pour les articles homonymes, voir Trade (homonymie).
Pour plus de détails, voir Fiche technique et Distribution.
Trade : Les trafiquants de l'ombre (Trade) est un film américano-allemand réalisé par Marco Kreuzpaintner sorti en 2007. Il est basé sur l'article de presse The Girls Next Door de Peter Landesman.

## Synopsis
Quand Adriana, une jeune fille de treize ans, est enlevée au Mexique par des trafiquants d'un réseau de prostitution, son frère Jorge entame une quête désespérée pour la retrouver.
Alors que Jorge surmonte des obstacles accablants pour suivre les ravisseurs de sa sœur, il fait la rencontre de Ray, un policier texan, dont l'histoire familiale fait de lui son allié.

## Fiche technique
- Réalisateur : Marco Kreuzpaintner
- Musique : Leonardo Heiblum, Jacabo Lieberman

## Distribution
- Kevin Kline : Ray Sheridan
- César Ramos : Jorge
- Anthony Crivello : Henderson
- Paulina Gaitan : Adrianna
- Alicja Bachleda-Curuś : Veronica
- Marco Perez : Manuelo
- Zack Ward : Alex Green
- Linda Emond : Patty Sheridan
- Kate del Castillo : Laura
- Tim Reid : Hank Jefferson
- Pasha D. Lychnikoff : Vadim Youchenko
- Fermin Martinez : Policier Mexicain

## Version française
- Société de doublage : NDE Production
- Direction artistique : Antony Delclève
- Adaptation des dialogues : Frédéric Alameunière
- Enregistrement et mixage :